# Classe Kazbek
Le unità appartenenti alla classe Kazbek (progetto 563 secondo la classificazione russa) sono petroliere delle marine mercantili dell'Unione Sovietica e della Germania Est.
Quattro unità operavano nella marina militare sovietica per fornire supporto alla flotta durante le operazioni in mare aperto. Entrate in servizio negli anni cinquanta, oggi non sono più operative.

## Tecnica ed utilizzo
La costruzione di navi che operavano nella marina militare sovietica è avvenuta presso i cantieri navali di Leningrado (Volchov ed Alatyr') e di Cherson (Desna e SCh-334). Le capacità di carico erano notevoli: ben 10310 tonnellate di carburante. Per questo motivo, erano particolarmente idonee per il rifornimento in alto mare della marina militare sovietica. Tutte sono state radiate entro il 1997.
- Desna (ex Kerč' fino al 1969): entrata in servizio nel 1954 ed operò nella Compagnia di navigazione georgiana dell'Unione Sovietica fino al 1969, e poi nella Flotta del Mar Nero. È stata radiata nel 1993.[1]
- Volchov: entrata in servizio nel 1955 ed operò nella Flotta del Nord, è stata radiata nel 1996.[1]
- Alatyr' (ex Feodosija fino al 1956): entrata in servizio nel 1956 ed operò nella Flotta del Pacifico, ed oggi non sono più operativa.[1]
- SCh-334 (ex Buguruslan fino al 1983): entrata in servizio nel 1958 ed operò nella Compagnia di navigazione del Mar Nero dell'Unione Sovietica fino al 1967, e poi nella Compagnia di navigazione di Novorossijsk dell'Unione Sovietica. Nel 1983 è stata trasferita alla Flotta del Mar Nero ed il suo stato attuale è sconosciuto.[1]